# Trichopeltariidae
Trichopeltariidae is een familie van kreeftachtigen uit de klasse van de Malacostraca (hogere kreeftachtigen).

## Geslachten
- Peltarion Hombron & Jacquinot, 1846
- Podocatactes Ortmann, 1893
- Pteropeltarion Dell, 1972
- Sphaeropeltarion Tavares & Cleva, 2010
- Trichopeltarion A. Milne-Edwards, 1880